# Повний ілюстрований словник есперанто

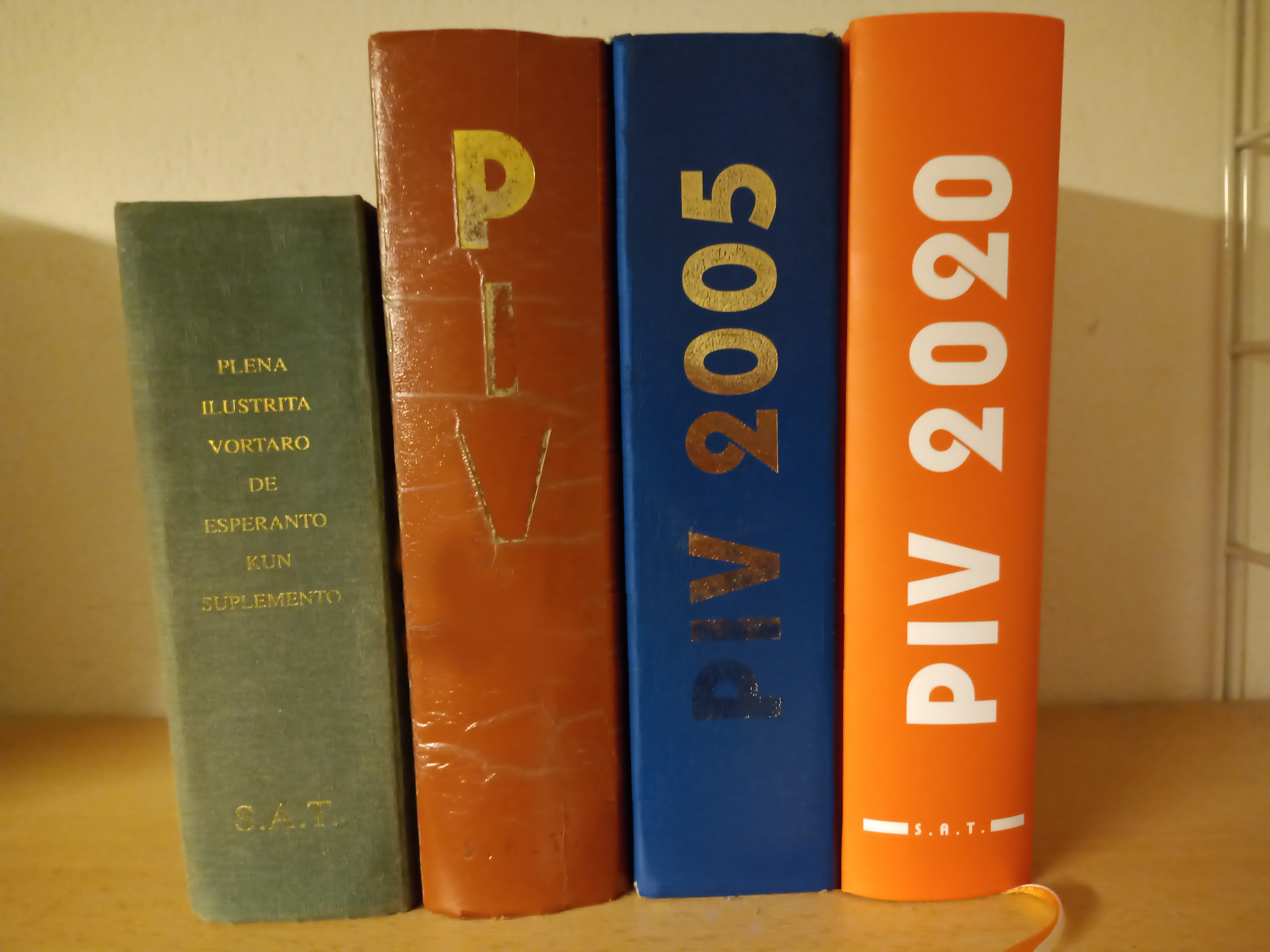
PIV 1987, PIV 2002, PIV 2005, PIV 2020

По́вний ілюстро́ваний словни́к еспера́нто (есп. Plena Ilustrita Vortaro de Esperanto, PIV) — найоб'ємніший тлумачний словник мови есперанто.
Словник був підготовлений групою есперантологів і фахівців під загальною редакцією фр. Gaston Waringhien в кінці 1960-их років. Його перше видання вийшло 1970 року, 1987 року з'явилося «Доповнення до словника»; 2002 і 2005 року вийшло перероблене видання під назвою «Новий повний ілюстрований словник есперанто» (есп. Nova Plena Ilustrita Vortaro de Esperanto, NPIV, PIV2002, PIV2005).
В есперанто-співтоваристві словник розглядається як найбільш авторитетний, а для есперанто як мовної системи він грає, по суті, нормувальну роль. На його основі було підготовлено і випущено кілька есперанто-національномовних словників. Зокрема, у Великому есперантсько-українському словнику слова із PIV позначенні зірочкою.